# Hugues-Wilfried Dah
Hugues-Wilfred Dah (ur. 10 lipca 1986 w Wagadugu) – burkiński piłkarz grający na pozycji napastnika.

## Kariera klubowa
Swoją karierę piłkarską Dah rozpoczął klubie ASFA Yennenga. W jego barwach zadebiutował w 2005 roku w burkińskiej Superdivision. W sezonie 2005/2006 wywalczył z nim mistrzostwo Burkina Faso.
W 2006 roku Dah odszedł do Renacimiento FC z Gwinei Równikowej i w tamtym roku został z nim mistrzem kraju. W sezonie 2007/2008 grał w Gabonie, w FC 105 Libreville, a w sezonie 2008/2009 - w Kamerunie, w Cotonsporcie Garua.
W 2009 roku Dah wyjechał do Bahrajnu i przez sezon grał w tamtejszym klubie Al-Busaiteen. W sezonie 2010/2011 grał w klubie ze Zjednoczonych Emiratów Arabskich, Al-Urooba, a w sezonie 2011/2012 w Al-Nahda z Omanu. W 2012 roku wrócił do ZEA i został zawodnikiem Al-Thaid. W sezonie 2014/2015 grał w EGS Gafsa. W sezonie 2016/2017 grał w ÉO Sidi Bouzid, a latem 2017 trafił do Salitas FC. W sezonie 2018/2019 grał w US des Forces Armées, w którym zakończył karierę.

## Kariera reprezentacyjna
W reprezentacji Burkiny Faso Dah zadebiutował w 2012 roku. W 2013 roku został powołany do kadry na Puchar Narodów Afryki 2013.